# Castello di Sipicciano
Il Castello di Sipicciano, o Castello Baglioni, è un castello medievale situato a Sipicciano, (frazione di Graffignano)  un piccolo paese geograficamente nella Valle del Tevere a pochi km dal confine con l'Umbria. Il castello ha una lunga storia, i cui proprietari dai nomi illustri si sono succeduti nei secoli.

## Storia
Il castello di Sipicciano, con le sue torri ottagonali, è già nominato in un documento del 1263 (processo di Selva Pagana), per poi riapparire nelle antiche cronache quando fu bruciato, nel 1326 e poi nel 1328, al tempo delle lotte tra Guelfi e Ghibellini. Ebbe poi un periodo tranquillo quando il castello divenne di proprietà del Cardinale Albornoz.

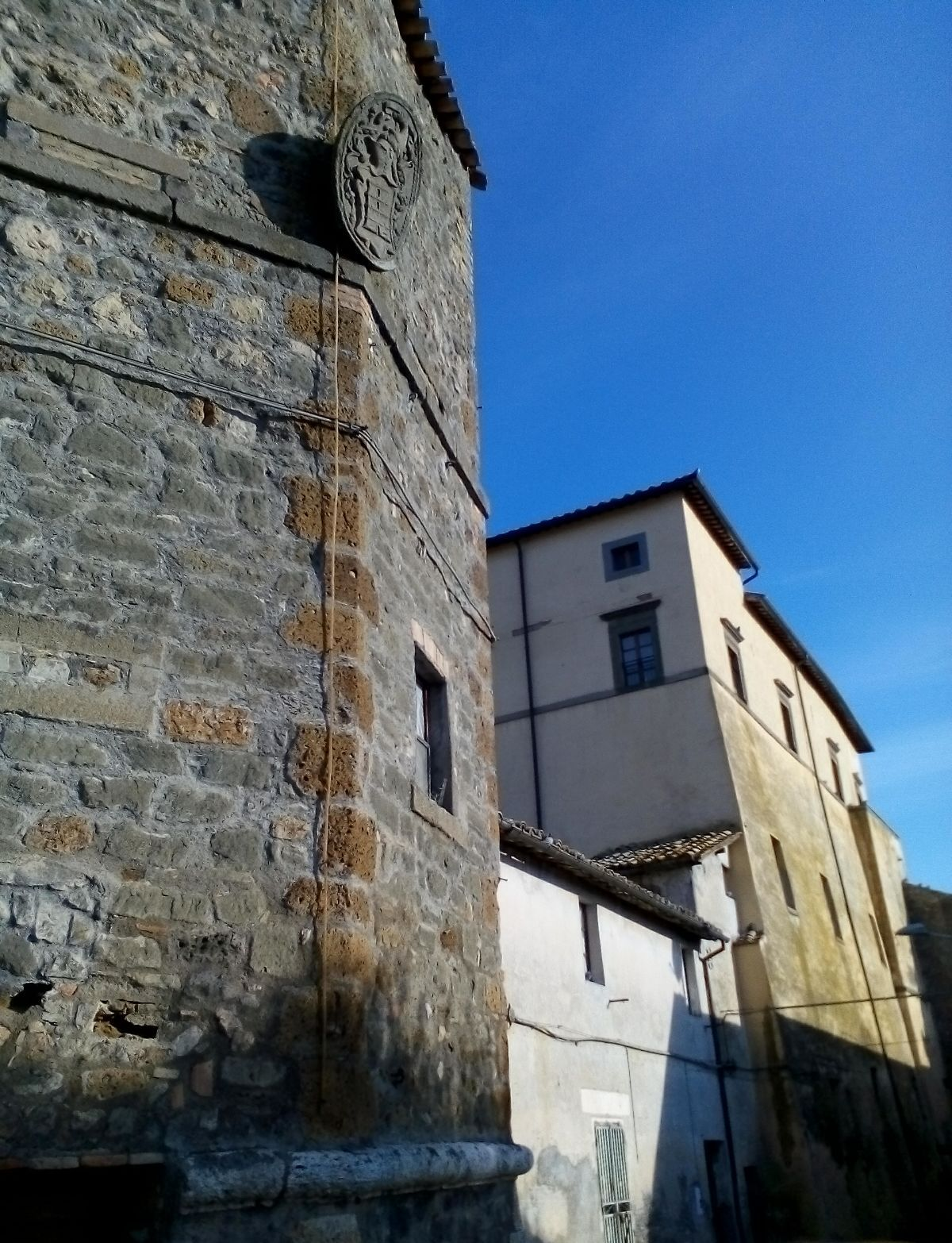
Torre Ottogonale del Castello

La storia del castello riprende nel 1414, in occasione della lotta contro l’antipapa Giovanni XXIII, quando viene ceduto al capitano di ventura Angelo di Lavello, detto il Tartaglia, che lo ottenne in pagamento per i suoi servizi. Alla morte del Tartaglia, il castello tornò alla Santa Sede.
Fu poi ceduto a Giordano Antonio Colonna, che lo rivendette a sua volta a Giovanni e Giacomo Pandolfo, conti di Anguillara. Si deve arrivare alla metà del 1400 perché il castello venga riscattato dalla famiglia Baglioni, che riuscì a mantenerne tra molte traversie la proprietà fino al 1633. Il castello fu infatti confiscato per un periodo da Clemente VII; restituito nel 1531, venne ceduto per un periodo a Pietro Altemps.
L’ultimo esponente della famiglia Baglioni, Francesco, lo vendette poi al Principe Taddeo Barberini, che lo cedette pochi anni dopo a Prospero Costaguti. Prima di essere ceduto all’Università Agraria di Sipicciano, nel 1923 il castello fu di proprietà anche delle famiglie Vanniccelli e Balestri.
È da questa data che il piccolo castello gode della sua tranquillità.

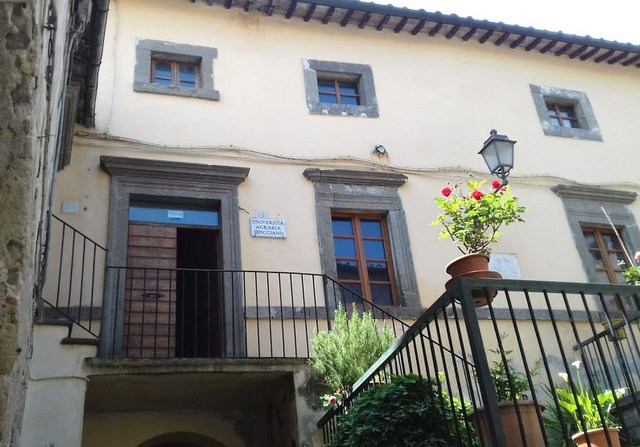
Ingresso Museo del Castello

Il castello, sotto l’egida dell’Università Agraria, che ha una sua sede nel paese,  è stato restaurato e adibito a museo archeologico, per i reperti provenienti dalla villa romana scoperta nella zona nel 2009. Le stanze presentano inoltre interessanti fregi affrescati .
|  |  |  |
|  |  |  |

Nel 1928 il paese di Sipicciano è stato aggregato a Graffignano per il riordino amministrativo voluto dal fascismo nell'italia regia.